# Georg Funke
Georg Funke (* 29. April 1955 in Gelsenkirchen; † 5. Juni 2018) war ein deutscher Manager. Er war von Juli 2003 bis Oktober 2008 Vorstandsvorsitzender der Hypo Real Estate Holding AG (HRE).

## Beruf und Karriere
Im Jahre 1982 trat Funke, ein Betriebswirt, in die Westdeutsche Wohnhäuser AG (Essen) ein und war in der Folgezeit in verschiedenen Positionen tätig. 1984 wechselte er zur Filiale Düsseldorf der Bayerischen Hypotheken- und Wechselbank und war von 1989 bis 1998 Co-Leiter der Niederlassung London. Nach der Fusion der Bayerischen Hypotheken- und Wechselbank mit der Bayerischen Vereinsbank zur Bayerischen Hypo- und Vereinsbank (HypoVereinsbank) wurde er Leiter des Geschäftsbereiches Großbritannien der HypoVereinsbank.
Nach der Abspaltung der HRE von der HypoVereinsbank wurde er am 28. Juli 2003 deren Vorstandsvorsitzender. Laut Geschäftsbericht der HRE erhielt er 2006 eine Gesamtvergütung in Höhe von 3,1 Millionen Euro (Fixgehalt von 0,8 Millionen Euro plus variables Gehalt von 2,2 Millionen Euro).
Am 7. Oktober 2008 legte Funke sein Vorstandsmandat bei der HRE und alle weiteren Mandate im HRE-Konzern nieder. Der Aufsichtsrat kündigte ihm im Dezember 2008. Er zog öffentliche Kritik auf sich, als er ab Februar 2009 in zwei Klagen gegen seinen früheren Arbeitgeber HRE  Ansprüche in Höhe von rund 12 Millionen Euro geltend machte.
Funke arbeitete als Luxus-Immobilien-Makler auf Mallorca, wo er mehrere Ferienimmobilien besaß.
2012 reichte eine Tochtergesellschaft der HRE beim Landgericht München I eine Klage gegen Funke ein. Das Unternehmen forderte in einem bestimmten Kreditfall von Funke und zwei weiteren Ex-Vorständen des Unternehmens 52 Millionen Euro Schadensersatz.
Am 20. März 2017 begann vor einer Wirtschaftsstrafkammer des Landgericht München I ein Strafprozess gegen Funke und einen weiteren Angeklagten. Ende September 2017 stellte die Kammer das Verfahren ein; als Auflage verhängte sie die Zahlung von 18.000 Euro an gemeinnützige Vereine, weil notwendige Beweismittel nicht schnell genug beschafft werden konnten und somit im März 2018 der Vorwurf aus der Bilanzerstellung für 2007 verjährt gewesen wäre und ab August 2018 dann auch der zur Halbjahresbilanz 2008.
Den Schaden aus dem Scheitern der Bank hat der Staat übernommen, bis 2018 beläuft sich der Betrag nach Angaben der Bundesregierung auf über 20 Milliarden Euro.
Wie erst im November 2018 öffentlich bekannt wurde, starb Funke im Juni des Jahres im Alter von 63 Jahren nach kurzer Krankheit.